# Biathlon-Weltcup

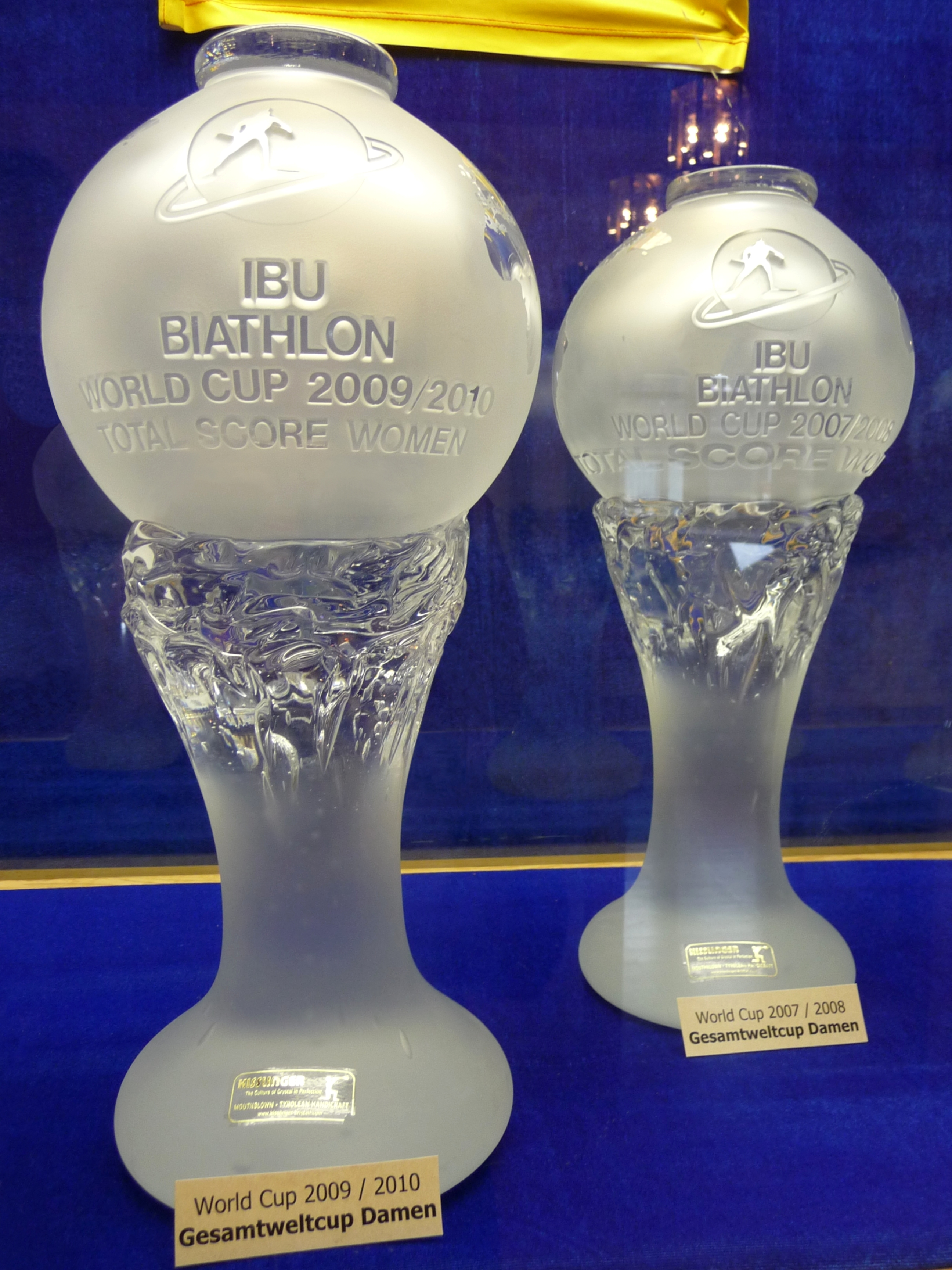
„Kristallkugeln“, Trophäen für den Sieger des Gesamtweltcups

Der Biathlon-Weltcup ist eine während des Winters ausgetragene Reihe von internationalen Wettkämpfen im Biathlon und die höchste Wettkampfklasse des Biathlons. Der IBU-Cup wird ebenfalls international ausgetragen und ist nach dem Weltcup die zweithöchste Wettkampfserie für Biathleten. Organisiert werden die Rennen vom Biathlon-Weltverband IBU. Die ersten offiziellen Weltcups fanden für Männer im Jahr 1978 und für Frauen 1987 statt. Neben der Gesamtweltcupwertung gibt es seit 1989 auch getrennte Wertungen für die im Weltcup gelaufenen Disziplinen.

## Organisation
Die Wettkampfserie besteht heute aus neun Weltcups mit mindestens zwei, meist aber drei Wettbewerben pro Veranstaltung. Die Saison umfasst gewöhnlich etwa 22 Individualrennen, vier Staffelrennen sowie vier gemischte Staffelrennen („Mixed-Staffel“ und „Single-Mixed-Staffel“). Hinzu kommen noch die Wettkämpfe bei Olympischen Winterspielen oder Biathlon-Weltmeisterschaften. Anders als bei den von der FIS reglementierten Wintersportarten konnten diese bis einschließlich der Saison 2021/22 ebenfalls in die Weltcupwertungen einfließen. Ab der Saison 2022/23 werden diese nicht mehr zum Weltcup gewertet. Gegenüber den Anfangszeiten wurde die Zahl der Veranstaltungen und Wettbewerbe über die Jahre hinweg schrittweise erhöht, ab der Saison 2008/09 war sogar eine Ausweitung des Terminkalenders auf zehn Saisonstationen vorgesehen, wovon die IBU nach Protesten seitens der Trainerschaft jedoch wieder abrückte.

### Qualifikationskriterien
Um an Einzel- oder Staffelwettbewerben im Weltcup, bei Weltmeisterschaften oder Olympischen Spielen teilnehmen zu können, muss ein Athlet gewisse Mindestanforderungen in der laufenden oder vorherigen Saison erfüllt haben. Er muss hierzu entweder in einem Sprint- oder Einzelwettkampf im Rahmen des Europacups oder der Europameisterschaften eine Zeit erzielen, die die Durchschnittszeit der drei Bestplatzierten um nicht mehr als 20 Prozent überschreitet oder alternativ bei Junioren-Weltmeisterschaften eine Platzierung in der ersten Hälfte der Ergebnisliste erreichen.
Um seine Startberechtigung für die folgende Saison aufrechtzuerhalten, muss jeder Teilnehmer in einem zum Weltcup zählenden Wettbewerb ebenfalls eine Wettkampfzeit in Sprint oder Einzel erreichen, die die der Besten nicht um 20 Prozent überschreitet (Ausnahme: Einzel Frauen mit 25 %). Auf Antrag eines Nationalverbandes kann beispielsweise im Falle von Verletzungen oder Schwangerschaft eine Ausnahmegenehmigung für einen Athleten erteilt werden.

### Vergabe der Startplätze
Die Vergabe der Startplätze wurde durch die IBU immer wieder verändert und angepasst, ab der Saison 2015/16 kommen neue Startquoten und -regeln zum Einsatz. Nun gibt es nur noch für die besten 25 Nationen der Nationenwertung des Vorjahres eine feste Startquote. Die beste Nation des IBU-Cups, die nicht unter den besten 25 der Weltcupwertung liegt, erhält einen Startplatz. Anstatt drei werden nun vier Wildcards vergeben. Die Gesamtzahl der Starter steigt von 108 auf maximal 110 pro Sprint- und Einzelrennen.
| Platzierung im Nationencup | 1–5 | 6–10 | 11–17 | 18–23 | 24+25 | IBU |
| Anzahl Startplätze         | 6   | 5    | 4     | 3     | 2     | 1   |

| Platzierung im Nationencup | 1–5 | 6–10 | 11–15 | 16–20 | 21–25 | 26–30 |
| Anzahl Startplätze         | 6   | 5    | 4     | 3     | 2     | 1     |

## Weltcup-Punktesystem
Das Weltcup-Punktesystem der IBU für die Einzelrennen der Damen und Herren bestimmt die Gesamt- und Disziplinenwertungen im Biathlon-Weltcup. Es unterschied sich bis zur Saison 2021/22 von dem im nordischen und alpinen Skisport sonst üblichen FIS-Punktesystem dadurch, dass Konstanz auf hohem Niveau über die gesamte Saison hinweg stärker belohnt wurde als ein ständiger Wechsel zwischen Spitzenplätzen und Platzierungen am Ende oder außerhalb der Punkteränge. So erhielt beispielsweise ein Biathlet, der von zehn Rennen fünf gewann und in den übrigen fünf Rennen nicht punktete, weniger Punkte als ein Konkurrent, der in diesen Rennen immer den zehnten Platz erreichte (300 gegenüber 310) – nach dem System der FIS würde er dagegen fast doppelt so viele Punkte erzielen wie sein Kontrahent (500 gegenüber 260).
Die im Gesamtweltcup führenden Sportler tragen in den Rennen nach dem Vorbild der Tour de France ein gelbes Trikot, die in der jeweiligen Disziplinwertung führenden Athleten werden durch ein rotes Trikot ausgewiesen, zusätzlich gibt es auch eine gelb-rote Kombination für Athleten, die in der Gesamt- und der Disziplinwertung führen. Die am Saisonende für den Sieg in diesen Wertungen vergebenen Trophäen – die sogenannten großen und kleinen Kristallkugeln – gehen in den Besitz der jeweiligen Gewinner über. Zum Beginn der Saison 2020/21 wurden diese Trikots um ein blaues Trikot ergänzt. Dieses Trikot wird von dem besten Athleten und der besten Athletin getragen, die bis zum 31. Dezember des Jahres, in dem der Weltcup startet, noch unter 25 Jahren alt sind. Dies ersetzt den ehemaligen Rookie of the Year. Zur Saison 2024/25 wurde die Altersgrenze auf 23 Jahre herabgesetzt.
Wettkämpfe bei Weltmeisterschaften und Olympischen Spielen zählten im Biathlon bis zur Saison 2021/22 ebenfalls zum Weltcup, deshalb wurden auch diese Rennen nach dem gleichen Punktesystem bewertet und flossen mit in die Wertung ein. Dabei gab es jedoch Ausnahmen, nicht immer flossen die Ergebnisse der Weltmeisterschaften und Olympischen Spiele in die Weltcupwertung ein. Nicht gewertet wurden:
- die Weltmeisterschaften 1984, 1985, 1986, 1987, 1988, 1989, 1991, 1993 und seit 2023
- die Olympischen Winterspiele bis einschließlich 1994 und seit 2014

### Punkteverteilung
| Platzierung | 1  | 2  | 3  | 4  | 5  | 6  | 7  | 8  | 9  | 10 | 11 | 12 | 13 | 14 | 15 | 16 | 17 | 18 | 19 | 20 | 21 | 22 | 23 | 24 | 25 | 26 | 27 | 28 | 29 | 30 | 31 | 32 | 33 | 34 | 35 | 36 | 37 | 38 | 39 | 40 |
| Punkte      | 90 | 75 | 65 | 55 | 50 | 45 | 41 | 37 | 34 | 31 | 30 | 29 | 28 | 27 | 26 | 25 | 24 | 23 | 22 | 21 | 20 | 19 | 18 | 17 | 16 | 15 | 14 | 13 | 12 | 11 | 10 | 9  | 8  | 7  | 6  | 5  | 4  | 3  | 2  | 1  |

| Platzierung | 1  | 2  | 3  | 4  | 5  | 6  | 7  | 8  | 9  | 10 | 11 | 12 | 13 | 14 | 15 | 16 | 17 | 18 | 19 | 20 | 21 | 22 | 23 | 24 | 25 | 26 | 27 | 28 | 29 | 30 |
| Punkte      | 90 | 75 | 65 | 55 | 50 | 45 | 41 | 37 | 34 | 31 | 30 | 29 | 28 | 27 | 26 | 25 | 24 | 23 | 22 | 21 | 20 | 18 | 16 | 14 | 12 | 10 | 8  | 6  | 4  | 2  |

| Platzierung | 1  | 2  | 3  | 4  | 5  | 6  | 7  | 8  | 9  | 10 | 11 | 12 | 13 | 14 | 15 | 16 | 17 | 18 | 19 | 20 | 21 | 22 | 23 | 24 | 25 | 26 | 27 | 28 | 29 | 30 | 31 | 32 | 33 | 34 | 35 | 36 | 37 | 38 | 39 | 40 |
| Punkte      | 90 | 75 | 60 | 50 | 45 | 40 | 36 | 34 | 32 | 31 | 30 | 29 | 28 | 27 | 26 | 25 | 24 | 23 | 22 | 21 | 20 | 19 | 18 | 17 | 16 | 15 | 14 | 13 | 12 | 11 | 10 | 9  | 8  | 7  | 6  | 5  | 4  | 3  | 2  | 1  |

| Platzierung | 1  | 2  | 3  | 4  | 5  | 6  | 7  | 8  | 9  | 10 | 11 | 12 | 13 | 14 | 15 | 16 | 17 | 18 | 19 | 20 | 21 | 22 | 23 | 24 | 25 | 26 | 27 | 28 | 29 | 30 |
| Punkte      | 90 | 75 | 60 | 50 | 45 | 40 | 36 | 34 | 32 | 31 | 30 | 29 | 28 | 27 | 26 | 25 | 24 | 23 | 22 | 21 | 20 | 18 | 16 | 14 | 12 | 10 | 8  | 6  | 4  | 2  |

| Platzierung | 1  | 2  | 3  | 4  | 5  | 6  | 7  | 8  | 9  | 10 | 11 | 12 | 13 | 14 | 15 | 16 | 17 | 18 | 19 | 20 | 21 | 22 | 23 | 24 | 25 | 26 | 27 | 28 | 29 | 30 | 31 | 32 | 33 | 34 | 35 | 36 | 37 | 38 | 39 | 40 |
| Punkte      | 60 | 54 | 48 | 43 | 40 | 38 | 36 | 34 | 32 | 31 | 30 | 29 | 28 | 27 | 26 | 25 | 24 | 23 | 22 | 21 | 20 | 19 | 18 | 17 | 16 | 15 | 14 | 13 | 12 | 11 | 10 | 9  | 8  | 7  | 6  | 5  | 4  | 3  | 2  | 1  |

| Platzierung | 1  | 2  | 3  | 4  | 5  | 6  | 7  | 8  | 9  | 10 | 11 | 12 | 13 | 14 | 15 | 16 | 17 | 18 | 19 | 20 | 21 | 22 | 23 | 24 | 25 | 26 | 27 | 28 | 29 | 30 |
| Punkte      | 60 | 54 | 48 | 43 | 40 | 38 | 36 | 34 | 32 | 31 | 30 | 29 | 28 | 27 | 26 | 25 | 24 | 23 | 22 | 21 | 20 | 18 | 16 | 14 | 12 | 10 | 8  | 6  | 4  | 2  |

| Platzierung | 1  | 2  | 3  | 4  | 5  | 6  | 7  | 8  | 9  | 10 | 11 | 12 | 13 | 14 | 15 | 16 | 17 | 18 | 19 | 20 | 21 | 22 | 23 | 24 | 25 | 26 | 27 | 28 | 29 | 30 |
| Punkte      | 50 | 46 | 43 | 40 | 37 | 34 | 32 | 30 | 28 | 26 | 24 | 22 | 20 | 18 | 16 | 15 | 14 | 13 | 12 | 11 | 10 | 9  | 8  | 7  | 6  | 5  | 4  | 3  | 2  | 1  |

| Platzierung | 1  | 2  | 3  | 4  | 5  | 6  | 7  | 8  | 9  | 10 | 11 | 12 | 13 | 14 | 15 | 16 | 17 | 18 | 19 | 20 | 21 | 22 | 23 | 24 | 25 |
| Punkte      | 30 | 26 | 24 | 22 | 21 | 20 | 19 | 18 | 17 | 16 | 15 | 14 | 13 | 12 | 11 | 10 | 9  | 8  | 7  | 6  | 5  | 4  | 3  | 2  | 1  |

| Platzierung | 1  | 2  | 3  | 4  | 5  | 6  | 7  | 8  | 9  | 10 | 11 | 12 | 13 | 14 | 15 | 16 | 17 | 18 | 19 | 20 | 21 | 22 | 23 | 24 | 25 |
| Punkte      | 25 | 24 | 23 | 22 | 21 | 20 | 19 | 18 | 17 | 16 | 15 | 14 | 13 | 12 | 11 | 10 | 9  | 8  | 7  | 6  | 5  | 4  | 3  | 2  | 1  |

### Streichergebnisse
Eine Besonderheit im Biathlon-Weltcup waren die Streichergebnisse. Am Saisonende wurden die drei schlechtesten Ergebnisse jedes Starters gestrichen und danach das abschließende Weltcup-Gesamtklassement berechnet, in den Disziplinenwertungen gab es ab der Mindestanzahl von vier Rennen jeweils ein Streichergebnis. Speziell in der Gesamtwertung entfielen die Streichresultate in der Regel auf ausgelassene oder außerhalb der Punkteränge beendete Wettkämpfe, sodass sich an der Gesamtpunktzahl der Athleten meist nichts änderte. Blieb ein Athlet jedoch in weniger als drei Rennen ohne Punkte, konnte sich seine Platzierung im Klassement verschlechtern, da ihm dann eigentlich erzielte Weltcuppunkte abgezogen wurden. Weil dies mit finanziellen Einbußen verbunden sein konnte, war diese Regelung umstritten.
So gaben beim Gesamtweltcupsieg Ole Einar Bjørndalens in der Saison 2004/05, in der dieser freiwillig auf sieben Wettbewerbe verzichtete, 16 gestrichene Punkte beim lange führenden Sven Fischer den Ausschlag zugunsten des Norwegers. Andererseits konnten Athleten, die unverschuldet auf die Teilnahme an einem oder mehreren Saisonrennen verzichten müssen und so möglicherweise eine bessere Platzierung verpassen, durch die Streichergebnisse ihrer Konkurrenten einen Ausgleich erfahren. In der Saison 2006/07 gewann Andrea Henkel, obwohl sie krankheitsbedingt vier Wettkämpfe versäumt hatte, nach Abzug der Streichresultate die Gesamtwertung bei den Frauen, da sie dank eines deutlich höheren Punkteschnitts lediglich zwölf bzw. sechs Zähler weniger als Kati Wilhelm und Anna Carin Olofsson gesammelt hatte. Für die Saison 2010/11 wurden die Streichresultate im Weltcup abgeschafft. Zwischen den Saisons 2011/12 und 2021/22 wurden die beiden schlechtesten Ergebnisse im Gesamtweltcup wieder gestrichen. Im Gegensatz dazu blieb die Abschaffung der Streichresultate in den Disziplinenwertungen bestehen. Seit der Saison 2022/23 gibt es keine Streichresultate mehr.

### Nationenwertung
Zusätzlich zur Weltcupwertung werden auch Punkte für den „Nations-Cup“ vergeben. Die Gesamtzahl der gesammelten Punkte entscheidet über die Starterquote der jeweiligen Nation in der folgenden Weltcupsaison. Für die Nationenwertung werden die Ergebnisse aus Einzelrennen, Sprintrennen, Staffeln und Mixed-Staffeln herangezogen, wobei ein eigenes Punktesystem existiert, das anders aufgebaut ist als bei den Weltcuppunkten und separat geführt wird. Die Punkte aus den Mixed- und Single-Mixed-Staffeln fließen jeweils zur Hälfte in die Nationenwertung der Männer und der Frauen ein. Pro Einzelrennen fließen nur die Punkte der drei am besten platzierten Athleten einer Nation in die Wertung ein. Seit der Saison 2008/09 wird folgende Punkteverteilung angewendet:
| Platzierung | 1   | 2   | 3   | 4   | 5   | 6   | 7   | 8   | 9   | 10  | jeder weitere bis zur letzten Platzierung |
| Punkte      | 160 | 154 | 148 | 143 | 140 | 138 | 136 | 134 | 132 | 131 | jeweils ein Punkt weniger                 |

| Platzierung | 1   | 2   | 3   | 4   | 5   | 6   | 7   | 8   | 9   | 10  | 11  | 12  | 13  | 14  | 15  | 16  | 17  | 18  | 19  | 20  | 21  | 22  | 23 | 24 | 25 | 26 | 27 | 28 | 29 | 30 |
| Punkte      | 420 | 390 | 360 | 330 | 310 | 290 | 270 | 250 | 230 | 220 | 210 | 200 | 190 | 180 | 170 | 160 | 150 | 140 | 130 | 120 | 110 | 100 | 90 | 80 | 70 | 60 | 50 | 40 | 30 | 20 |

## Disziplinen

### Übersicht
- Der Sprint ist die am häufigsten im Weltcup gelaufene Disziplin, er findet nahezu an jedem Veranstaltungsort statt. Die Athleten gehen im Intervallstart in der Regel im Abstand von 30 Sekunden auf die für Frauen 7,5 km und für Männer 10 km lange Strecke. Es wird zweimal in der Abfolge liegend–stehend geschossen, für jeden Fehlschuss muss ein Athlet eine 150 m lange Strafrunde absolvieren, die einen Zeitverlust von etwas mehr als 20 Sekunden bedeutet.
- Die Verfolgung ist nach dem Sprint die zweithäufigste Disziplin im Weltcup. Sie wird seit Mitte der 90er-Jahre im Weltcup ausgetragen. Die Verfolgung schließt sich stets an einen vorausgegangenen Wettbewerb an. Dies ist meist ein Sprint, seltener ein Einzelwettkampf. Die besten 60 Teilnehmer des sogenannten Qualifikationswettkampfes – nämlich des Sprints oder Einzels – gehen in der Reihenfolge ihrer Platzierung und mit den jeweiligen – bei einem vorausgegangenen Einzelrennen jedoch zuvor halbierten – Zeitrückständen ins Verfolgungsrennen. Bei Startverzicht qualifizierter Athleten wird das Teilnehmerfeld nicht aufgefüllt. Die Distanz des Verfolgungsrennens beträgt für Frauen 10 km und für Männer 12,5 km. Es wird zunächst zweimal liegend, dann zweimal stehend geschossen. Wie im Sprint gibt es pro Fehlschuss eine Strafrunde.
- Der Einzelwettkampf ist die traditionsreichste Disziplin, die jedoch im Weltcup mittlerweile am seltensten ausgetragen wird. Im Wechsel liegend – stehend wird insgesamt viermal geschossen, für jeden Fehlschuss wird den Teilnehmern eine Strafminute auf ihre Wettkampfzeit hinzuaddiert. Die Streckenlänge beträgt für die Frauen 15 km und für die Männer 20 km. Wie im Sprint nehmen die Athleten im Intervallstart das Rennen auf. Seit der Saison 2023/24 werden mitunter auch verkürzte Einzelrennen regulär ausgetragen. Hier haben die Frauen eine Distanz von 12,5 km und die Männer eine Distanz 15 km zu absolvieren. Die Strafzeit pro Fehlschuss verkürzt sich dementsprechend auf 45 Sekunden. Durch die Verkürzung soll eine zu hohe Belastung der Athleten verhindert werden. Bereits 2019 hatten beim Weltcup in Canmore aufgrund widriger Wetterverhältnisse schon einmal verkürzte Einzelrennen stategfunden.[13]
- Der Massenstart ist die jüngste Einzeldisziplin im Weltcup. Es wird seit Ende der 90er-Jahre ausgetragen. Gestartet wird seit der Saison 2014/15 gleichzeitig in zehn Startreihen mit je drei Athleten. Zuvor erfolgte der Start in drei Zehnerreihen, die zunächst eine kurze Distanz im klassischen Stil zurücklegen mussten. Auch dieser klassische Stil am Beginn des Rennens ist seit 2014 durch den Skatingstil ersetzt worden. Auf der für Frauen 12,5 km und für Männer 15 km langen Strecke wird, wie in der Verfolgung, erst zweimal liegend und dann zweimal stehend geschossen, ebenso muss hier für jede verfehlte Scheibe eine Strafrunde gelaufen werden. Startberechtigt sind nach aktuellem Reglement die besten 25 Athleten der aktuellen Gesamtwertung sowie die fünf Athleten, die nicht unter den Top 25 platziert sind und in der jeweiligen Weltcupwoche, in der der Massenstart ausgetragen wird, die meisten Weltcuppunkte gewonnen haben.[14] Nach altem Reglement waren die Top 30 der Weltcup-Gesamtwertung startberechtigt. Für Weltmeisterschaften und Olympische Spiele existieren dabei Sonderregeln.[15] Verzichten qualifizierte Athleten auf ihre Teilnahme, die sie bis zwei Stunden vor Rennbeginn bestätigen müssen, wird seit 2024/25 das Starterfeld mit den nächsten punktbesten Athleten des Wochenendes aufgefüllt. Zuvor rückten die im Gesamtweltcup nächstbesten Athleten nach.
- In den Staffelwettbewerben bilden jeweils vier Frauen bzw. vier Männer einer Nation eine Mannschaft. Es wird je einmal liegend und stehend geschossen, zusätzlich zu den normalen fünf Schuss Munition stehen jedem Läufer pro Schießen drei Reservepatronen zur Verfügung. Diese Reservepatronen müssen am Gewehr mitgeführt und bei Bedarf einzeln nachgeladen werden. Für jede nach acht Schüssen nicht getroffene Scheibe muss eine Strafrunde gelaufen werden. Bei den Herren beträgt die Streckenlänge für jeden Läufer 7,5 km, bei den Damen mittlerweile 6 km.
  - Die Mixed-Staffel (auch: gemischte Staffel) ist eine Sonderform des Staffelwettbewerbs. Hier bilden zwei Frauen und zwei Männer einer Nation jeweils eine Mannschaft. Die Regeln sind identisch, seit der Saison 2019/20 ist die Laufstrecke für alle Athleten identisch. Wenn die Damen zuerst starten, beträgt die Laufstrecke 6 km und bei einem Start der Herren 7,5 km. Davor liefen die Damen 6 km und die Herren 7,5 km. Seit 2023/24 beträgt die Distanz einheitlich 4 × 6 km, unabhängig davon, welches Geschlecht die Staffel anläuft.[16]
  - Die Single-Mixed-Staffel (auch: einfache gemischte Staffel) ist ein Wettbewerb, der Elemente aus der Biathlon-Mixed-Staffel und dem Skilanglauf-Teamsprint, bei dem eine Frau und ein Mann im Wechsel laufen, kombiniert. Sie ist die jüngste Disziplin im Biathlon-Weltcup. Der erste Läufer absolviert den ersten Abschnitt mit 2 × 1,5 km und einem Liegend- und einem Stehendschießen. Direkt nach dem Stehendschießen wird keine Laufrunde mehr absolviert, sondern direkt im Anschluss an den zweiten Läufer des anderen Geschlechts übergeben, der die gleiche Strecke absolviert und dann wieder an den ersten Läufer übergibt. Die letzte Position der Staffel wird wieder vom zweiten Läufer besetzt, nach der letzten Schießeinlage muss eine zusätzliche Runde mit 1,5 km Laufstrecke absolviert werden. Daraus resultiert eine Gesamtlaufstrecke von 6 + 7,5 km. Welches Geschlecht welche Distanz läuft, variiert dabei. Wie in den anderen Staffelwettbewerben auch gibt es pro Schießeinlage drei Reservepatronen, die Länge der Strafrunde beträgt 75 m.
- Nicht mehr gelaufen wird der Mannschaftswettkampf. Ihn gab es lediglich in den 90er-Jahren. Hierbei liefen vier Athleten beziehungsweise Athletinnen einer Mannschaft gemeinsam, die vier Schießeinlagen wurden immer nur von einem Schützen durchgeführt. Daraus resultierende Strafrunden bei Fehlschüssen wurden vom gesamten Team gelaufen.

### Entwicklung und Besonderheiten

#### Einzelwettkämpfe
In den Anfangsjahren des Frauenbiathlons wurde der Sprint über 5 km ausgetragen, die Streckenlänge des Einzelrennens betrug bei drei Schießeinlagen 10 km. Bereits 1989 wurde die Sprintstrecke auf die heute gelaufenen 7,5 km verlängert. Das Einzelrennen wurde auf vier Schießeinlagen erweitert und die Strecke auf 15 km verlängert.
Mit dem Verfolgungswettkampf wurde Mitte der 1990er-Jahre die erste Einzeldisziplin geschaffen, in der sich die Athleten direkt messen. Erstmals wurde der Verfolgungswettkampf zu Beginn der Saison 1996/97 ausgetragen. Im norwegischen Lillehammer gab es mit Simone Greiner-Petter-Memm und Sven Fischer zwei deutsche Sieger des neuen Wettkampfes. Da die Athleten entsprechend den Zeitabständen des Qualifikationsrennens in den Wettkampf gehen, kann dies bei einem sehr großen Vorsprung des Erstplatzierten zu einem recht spannungsarmen Start-Ziel-Sieg führen. So gelang es der Schwedin Magdalena Forsberg im Verfolgungsrennen von Hochfilzen im Dezember 2001, den Vorsprung von 59,4 Sekunden aus dem Sprintrennen auf einen Vorsprung von 3:13 Minuten vor der Zweitplatzierten Alena Subrylawa auszubauen. Solche Rennen sind jedoch die Ausnahme, da Forsberg neben ihrem großen Startvorsprung in diesem Rennen zudem eine der schnellsten Laufzeiten hatte und als einzige Athletin ohne Schießfehler blieb. Hin und wieder kommt es vor, dass die Sieger des Sprintrennens trotz teilweise großer Vorsprünge im Verfolgungsrennen zurückfallen und keinen der Spitzenplätze belegen. Spannend werden die Rennen insbesondere dann, wenn die Zeitabstände, mit denen die Sportler ins Rennen gehen, relativ gering sind. Geht ein Athlet mit einem großen Zeitrückstand ins Rennen, sind meist keine ganz vorderen Platzierungen mehr für ihn möglich. Trotzdem können sich diese Athleten dann im Verfolgungsrennen noch erheblich verbessern. Zu Beginn der Saison 2005/06 startete der Franzose Julien Robert nach dem 60. Platz im Sprint von Östersund als Letzter des Verfolgungsrennens, verbesserte sich jedoch bis zum Ende um 50 Plätze und belegte schließlich den 10. Platz. Bei den Weltmeisterschaften 2009 schaffte es die Weißrussin Darja Domratschawa von Platz 53 im Sprint auf Platz 5. Gleichzeitig lief die als 52. gestartete Marie Laure Brunet aus Frankreich ohne Schießfehler auf Platz 7.
Eine weitere neue Wettkampfform war der Massenstart. Als Testwettkampf wurde der Massenstart zum ersten Mal beim Weltcupfinale der Saison 1996/97 im russischen Nowosibirsk ausgetragen. Erster Sieger war der Österreicher Wolfgang Perner, erste Siegerin die damals noch für Russland startende Anna Sprung. Erstmals als reguläres Weltcuprennen fand der Massenstart in der Saison 1998/99 statt. Am 13. Januar 1999 gewannen in Ruhpolding der Franzose Raphaël Poirée und die Deutsche Uschi Disl.
Bei Weltmeisterschaften sowie Olympischen Winterspielen kommen beim Massenstart vom Weltcup abweichende Qualifikationskriterien zum Einsatz: Hier sind lediglich die 15 bestplatzierten Athleten des Gesamtweltcups startberechtigt, daneben alle Medaillengewinner der laufenden Titelkämpfe. Die zu 30 fehlenden Plätze werden durch die Athleten ergänzt, die im Verlauf der Meisterschaften die meisten Weltcuppunkte erzielt haben. Daher ist das Massenstartrennen auch jeweils die letzte Einzeldisziplin im Wettkampfprogramm.
Dies kommt vor allem schwächeren Athleten zugute. Bei den Weltmeisterschaften 2009 gewann Anastasiya Kuzmina aus der Slowakei die Silbermedaille, obwohl sie vor den Weltmeisterschaften erst 34 Punkte sammeln konnte. Durch gute Leistungen während der Veranstaltung konnte sie sich jedoch für den Wettbewerb qualifizieren.
Mit Einführung des Verfolgungs- und Massenstartwettbewerbs wurde die Anzahl der Einzelrennen über 20 bzw. 15 km reduziert. Mittlerweile wird die längste Strecke im Biathlonzirkus wegen ihrer für das Fernsehen unattraktiven langen Renndauer nur noch drei- bis viermal pro Saison gelaufen. Um die Dauer zu reduzieren, wird immer wieder diskutiert, die Zahl der Starter zu begrenzen oder die Strecke dauerhaft zu verkürzen.

#### Staffelrennen
Während bei den Einzeldisziplinen Athleten vieler Länder Siegchancen haben, sind bei den Staffelrennen trotz gelegentlicher Ausnahmen häufig die großen Biathlonnationen wie Norwegen, Russland und Deutschland siegreich, die eine wesentlich größere Anzahl an erfolgreichen Athleten zur Verfügung haben als kleinere Nationen. Obwohl sich häufig bereits während des Rennens eine Tendenz abzeichnet, welche Staffel als Siegerteam aus dem Rennen hervorgehen wird, werden manche Rennen erst kurz vor dem Ende entschieden. In der Saison 2005/06 konnte die russische Damenstaffel erst durch ein Fotofinish zwischen der Russin Olga Saizewa und der Deutschen Simone Denkinger als Sieger ermittelt werden. Mit lediglich einem Nachlader zeigte die russische Staffel in diesem Rennen ein überaus sicheres Schießergebnis. Bei der Damenstaffel von Ruhpolding in der Saison 2007/08 lag die deutsche Schlussläuferin Kati Wilhelm zu Beginn ihres Rennens 51,1 Sekunden hinter der führenden Norwegerin Ann-Kristin Flatland, holte jedoch über 70 Sekunden auf und kam mit einem Vorsprung von 24,3 Sekunden ins Ziel. Trotz dreier Strafrunden gewann die deutsche Staffel damit noch das Rennen.
Bei den Frauen wurden die Distanzen, über die das Staffelrennen ausgetragen wird, im Laufe der Jahre mehrfach geändert. Zunächst bestand die Staffel aus drei Läuferinnen, die je 5 km zu absolvieren hatten. 1989 wurde die Streckenlänge für jede der drei Läuferinnen auf 7,5 km erhöht. 1991 wurde die Damenstaffel auf vier Athletinnen pro Nation erweitert, die Streckenlänge von jeweils 7,5 km wurde beibehalten. Somit war die Staffel der einzige Wettbewerb, in dem Damen und Herren die gleiche Distanz zu absolvieren hatten. 2003 wurde die Distanz erneut geändert, momentan werden 4 × 6 km gelaufen. Dieser Schritt wurde von der IBU durchgeführt, um dem Schießen eine höhere Priorität zukommen zu lassen und somit die Chancen läuferisch schwächerer Nationen zu erhöhen.
Eine weitere Maßnahme, um Ländern mit einer geringen Anzahl an guten Athleten bessere Möglichkeiten zu bieten, war die Einführung der Mixed-Staffel, die erstmals in der Saison 2004/05 ausgetragen wurde. Der Stellenwert der Mixed-Staffel wird jedoch von Nation zu Nation bzw. Athlet zu Athlet unterschiedlich gesehen. Während die in Antholz siegreiche schwedische Mixed-Staffel explizit auf dieses Rennen hintrainierte, wurden viele bei den anderen Rennen gestartete Athleten wie Kati Wilhelm, Magdalena Neuner, Ole Einar Bjørndalen oder Nikolai Kruglow in der Mixed-Staffel nicht eingesetzt. Seitdem das Mixed in das offizielle WM-Programm aufgenommen wurde, nimmt die Bedeutung jedoch stetig zu. Seit den Olympischen Winterspielen 2014 wurde die Mixed-Staffel in die Olympischen Spiele aufgenommen. Die Mixed-Staffel wurde in der Saison 2014/15 durch die Single-Mixed-Staffel ergänzt und zum ersten Mal im Rahmen des Weltcups im tschechischen Nové Město na Moravě durchgeführt. 2019 wurde dieses Format das erste Mal während Weltmeisterschaften ausgetragen. Bei Olympischen Spielen soll es die Single-Mixed-Staffel erstmals 2026 geben.

## Athleten
Im Biathlon-Weltcup ist die Leistungsdichte der Athleten im Gegensatz zu einigen anderen Wintersportarten vergleichsweise hoch. So belegten in der Saison 2006/07 bei den Herren insgesamt 85 und bei den Damen 82 Athleten bei mindestens einem Weltcuprennen einen Platz unter den besten 30 Athleten. Einige Biathleten zählen mittlerweile zu den erfolgreichsten Wintersportlern überhaupt, der Norweger Ole Einar Bjørndalen erreichte bisher die meisten Weltcupsiege aller männlichen Wintersportler, Kati Wilhelm ist eine der erfolgreichsten deutschen Olympiateilnehmerinnen.

### Die erfolgreichsten Athleten

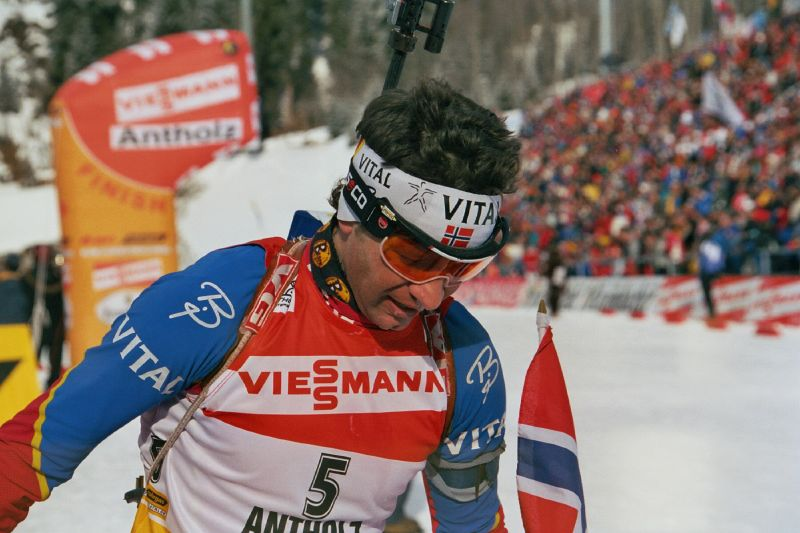
Ole Einar Bjørndalen

Siehe auch: Liste der Weltcupsieger im Biathlon
Rekordhalter bei den Männern ist der Franzose Martin Fourcade mit sieben Gesamtweltcupsiegen vor den Norwegern Ole Einar Bjørndalen mit sechs und Johannes Thingnes Bø mit fünf Erfolgen im Gesamtweltcup. Dahinter folgen der Franzose Raphaël Poirée und der Deutsche Frank Ullrich mit je vier Gesamtweltcupsiegen. Bjørndalen ist auch der Athlet, der mit bislang 94 Erfolgen die meisten Weltcupsiege erringen konnte. Johannes Thingnes Bø siegte in 80 Weltcuprennen, auf ihn folgt Martin Fourcade mit 79 Einzelsiegen. Die Anzahl der Weltcupsiege eignet sich nur bedingt als Vergleich. Am Anfang der Karriere Bjørndalens wurde der Massenstart noch nicht ausgetragen und die Wettkämpfe bei Olympischen Winterspielen und Weltmeisterschaften zählten nicht immer zum Weltcup.
Mit den Deutschen Michael Greis, Mark Kirchner und Sven Fischer, den Norwegern Halvard Hanevold, Ole Einar Bjørndalen, Emil Hegle Svendsen und Johannes Thingnes Bø, dem Russen Nikolai Kruglow und dem Franzosen Martin Fourcade gibt es bislang neun Biathleten, die sowohl bei Weltmeisterschaften als auch bei Olympischen Spielen Einzel- und Staffelgold gewinnen konnten. Von diesen waren Greis, Fischer, Svendsen, Bjørndalen, Bø und Fourcade darüber hinaus auch Sieger des Gesamtweltcups, sodass sie bei allen drei Ereignissen auf dem höchsten Niveau des Biathlonsports gleichermaßen Erfolge feiern konnten. Daneben konnten mit Svendsen und Bjørndalen zwei Athleten in jeder bei Weltmeisterschaften ausgetragenen Disziplin (sämtliche Einzelrennen und die beiden Staffeln) mindestens eine Goldmedaille erringen.

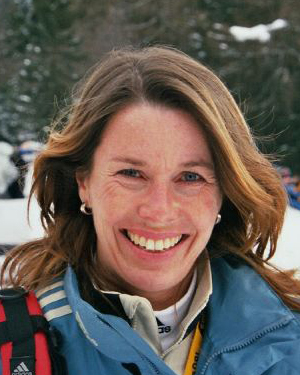
Magdalena Forsberg

Bei den Frauen führt Magdalena Forsberg die Wertung der Gesamtweltcupsiege mit sechs Erfolgen, die sie von 1997 bis 2002 nacheinander errang, überlegen an. Ihr folgen die Deutsche Magdalena Neuner und die Finnin Kaisa Mäkäräinen mit jeweils drei Triumphen, die Schwedin Eva Korpela, die Russin Anfissa Reszowa, die Norwegerin Tora Berger und die Italienerin Dorothea Wierer mit jeweils zwei Siegen. Diese sieben Athletinnen sind die bislang einzigen, die den Biathlon-Weltcup mehrfach gewinnen konnten. Obwohl die deutschen Damen im Biathlon bereits in den 1990er-Jahren zur Weltspitze gehörten, gab es die erste deutsche Gesamtsiegerin mit Martina Glagow erst in der Saison 2002/03. Mit 42 Erfolgen liegt Magdalena Forsberg auch bei den Einzelsiegen deutlich vorn, gefolgt wird sie von Magdalena Neuner mit 34 und Darja Domratschawa mit 31 Weltcupsiegen.
Sowohl bei Weltmeisterschaften als auch bei Olympischen Spielen Einzel- und Staffelgold gewannen bisher die beiden Deutschen Kati Wilhelm und Andrea Henkel sowie die Norwegerin Tora Berger. Diese waren zudem mindestens einmal Siegerinnen des Gesamtweltcups – Wilhelm in der Saison 2005/06, Henkel in der Saison 2006/07 und Berger in den Jahren 2012/13 und 2013/14 – und damit bei allen drei bedeutendsten Ereignissen des Biathlonsports gleichermaßen erfolgreich.
Andrea Henkel und Marie Dorin-Habert sind darüber hinaus die bisher einzigen Athletinnen, die es geschafft haben, in jeder Einzeldisziplin Weltmeisterin zu werden.
Tora Berger, Marie Dorin-Habert, Laura Dahlmeier und Marte Olsbu Røiseland haben es außerdem geschafft, jeweils bei Weltmeisterschaften in jedem Rennen eine Medaille zu gewinnen: Tora Berger 2013 in Nove Mesto, Marie Dorin-Habert 2016 in Oslo, Laura Dahlmeier 2017 in Hochfilzen und Marte Olsbu Røiseland 2020 in Antholz. Marte Olsbu Røiseland ist dabei die einzige Athletin bei der auch die Single-Mixed-Staffel ausgetragen wurde.
Bei Weltmeisterschaften in jedem Rennen eine Medaille zu gewinnen hat auch Raphaël Poirée 2004 in Oberhof geschafft, allerdings wurde damals noch kein Mixed-Staffelrennen ausgetragen.

### Bestenliste nach Weltcupsiegen
Aufgeführt werden alle Athleten, welche mindestens 10 Weltcupsiege in Einzelrennen (Einzel, Sprint, Verfolgung und Massenstart) erreicht haben. Bei den Männern gab es seit der ersten Austragung eines Weltcuprennens in der Saison 1977/78 144 verschiedene Sieger, bei den Frauen seit der Saison 1987/88 112 Siegerinnen.
Insgesamt (Stand: Saisonende 2019/20) konnten Athleten und Athletinnen aus 24 Ländern (einschließlich DDR, Sowjetunion und Tschechoslowakei) Siege erreichen, Vertreter weiterer drei Nationen konnten Podiumsplatzierungen erreichen. Einschließlich aller Staffel- und Mannschaftswettbewerbe sind deutsche Athleten (DDR, BRD und wiedervereinigtes Deutschland) mit 501 ersten, 454 zweiten und 425 dritten Plätzen erfolgreichste Nation vor Norwegen (459–321–324) und Russland (einschließlich der Sowjetunion 309–347–301).
| Platz | Athlet                 | Siege |
| ----- | ---------------------- | ----- |
| 1.    | Ole Einar Bjørndalen   | 94    |
| 2.    | Johannes Thingnes Bø   | 80    |
| 3.    | Martin Fourcade        | 79    |
| 4.    | Raphaël Poirée         | 44    |
| 5.    | Emil Hegle Svendsen    | 37    |
| 6.    | Sven Fischer           | 33    |
| 7.    | Frank Ullrich          | 16    |
| 8.    | Frode Andresen         | 15    |
| 8.    | Tarjei Bø              | 15    |
| 8.    | / Wladimir Dratschow   | 15    |
| 8.    | Quentin Fillon Maillet | 15    |
| 8.    | Sturla Holm Lægreid    | 15    |
| 13.   | Eirik Kvalfoss         | 12    |
| 13.   | Simon Schempp          | 12    |
| 15.   | Michael Greis          | 11    |
| 15.   | / Frank Luck           | 11    |
| 15.   | Anton Schipulin        | 11    |
| 18.   | Peter Angerer          | 10    |
| 18.   | Arnd Peiffer           | 10    |
| 18.   | Frank-Peter Roetsch    | 10    |

| Platz | Athletin                | Siege |
| ----- | ----------------------- | ----- |
| 1.    | Magdalena Forsberg      | 42    |
| 2.    | Magdalena Neuner        | 34    |
| 3.    | Darja Domratschawa      | 31    |
| 4.    | Uschi Disl              | 30    |
| 5.    | Tiril Eckhoff           | 29    |
| 6.    | Tora Berger             | 28    |
| 7.    | Kaisa Mäkäräinen        | 27    |
| 8.    | Andrea Henkel           | 22    |
| 8.    | Liv Grete Poirée        | 22    |
| 10.   | Alena Subrylawa         | 21    |
| 10.   | Kati Wilhelm            | 21    |
| 12.   | Sandrine Bailly         | 20    |
| 12.   | Laura Dahlmeier         | 20    |
| 14.   | Gabriela Koukalová      | 17    |
| 14.   | Marte Olsbu Røiseland   | 17    |
| 16.   | Anastasiya Kuzmina      | 16    |
| 16.   | Dorothea Wierer         | 16    |
| 18.   | Martina Beck            | 15    |
| 19.   | Helena Ekholm           | 13    |
| 19.   | Olga Saizewa            | 13    |
| 21.   | Lou Jeanmonnot          | 12    |
| 21.   | Anna Carin Zidek        | 12    |
| 23.   | Denise Herrmann-Wick    | 11    |
| 23.   | Julia Simon             | 11    |
| 25.   | Justine Braisaz-Bouchet | 10    |
| 25.   | Olga Medwedzewa         | 10    |
| 25.   | Elvira Öberg            | 10    |
| 25.   | Anfissa Reszowa         | 10    |

Stand: Saisonende 2024/25

In Fettschrift hervorgehobene Athleten sind derzeit aktiv.

### Exoten

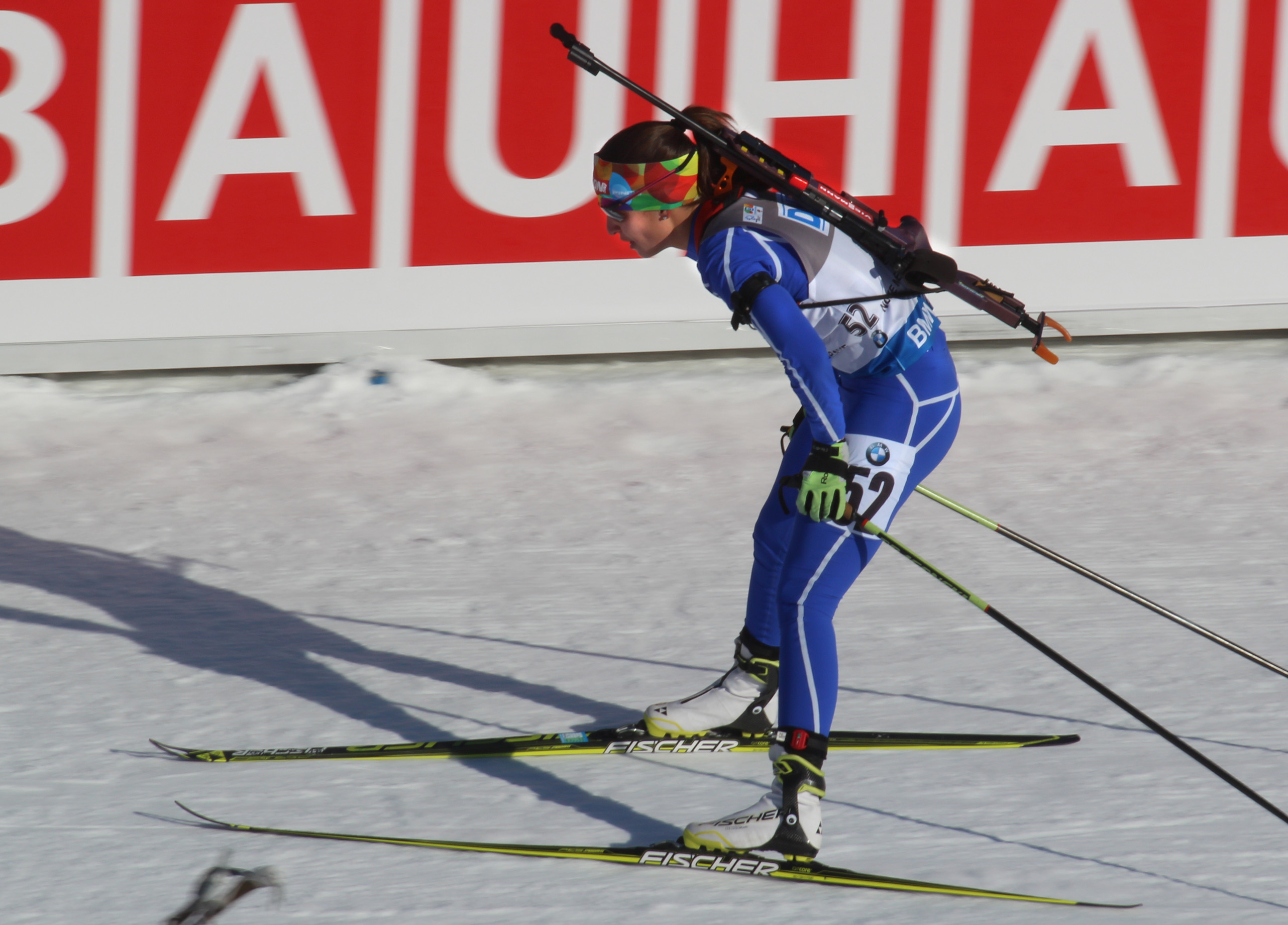
Victoria Padial aus Spanien

Bei den sogenannten Exoten handelt es sich um schwächere Athleten aus Nationen, in denen der Wintersport allgemein oder zumindest der Biathlonsport keine große Rolle spielt. Die Ergebnisse dieser Athleten weisen im Vergleich mit der Weltspitze erhebliche Zeitrückstände und meist auch deutlich schlechtere Schießergebnisse auf. So traf beim Sprintrennen von Bad Gastein in der Saison 1992/93 die Ungarin Éva Szemcsák keine einzige der zehn Scheiben, in einem anderen Rennen belegte sie trotz fehlerfreier Schießleistungen aufgrund äußerst schwacher Laufleistungen den letzten Platz. Der Moldawier Ion Bucsa traf beim Einzel von Pokljuka in der Saison 2001/02 nur eine der 20 Scheiben. Sein Landsmann Igor Bacal hatte in der Saison 1993/94 im Einzelrennen in Bad Gastein einen Rückstand von 32:41,0 Minuten auf den Sieger Sergei Tarassow, die Argentinierin Natalia Lovece in der Saison 2000/01 beim Einzel von Antholz einen Rückstand von 33:23,5 Minuten auf die Siegerin Corinne Niogret. Seit der Neustrukturierung der Qualifikationskriterien für den Weltcup zur Saison 2010/11 sank die Zahl der Exoten stark.

### Rookie of the Year
Die Auszeichnung Rookie of the Year („Neuling des Jahres“) wurde bis 2020 von der IBU am Ende der Saison vergeben. Diese Auszeichnung wurde an den besten Athleten und die beste Athletin vergeben, welche ihre erste Weltcupsaison absolviert hatten.
| Saison  | Männer               | Frauen               |
| ------- | -------------------- | -------------------- |
| 2012/13 |                      | Franziska Hildebrand |
| 2013/14 | Johannes Thingnes Bø | Franziska Preuß      |
| 2014/15 | Artem Tyschtschenko  | Enora Latuillière    |
| 2015/16 | Anton Babikow        | Tatjana Akimowa      |
| 2016/17 | Sebastian Samuelsson | Hanna Öberg          |
| 2017/18 | Émilien Jacquelin    | Swetlana Mironowa    |
| 2018/19 | Johannes Dale        | Jewgenija Pawlowa    |
| 2019/20 | Nikita Porschnew     | Elvira Öberg         |

### U-25-Wertung
Im Vorfeld der Saison 2020/21 kündigte die IBU die Abschaffung der „Rookie of the Year“-Auszeichnung an. Stattdessen wurde eine U25-Wertung eingeführt, deren Sieger die beste Athletin bzw. der beste Athlet in der Gesamtwertung des Weltcups ist, welcher bis zum 31. Dezember unter 25 Jahre alt ist.
| Saison  | Männer              | Frauen             |
| ------- | ------------------- | ------------------ |
| 2020/21 | Sturla Holm Lægreid | Dsinara Alimbekawa |
| 2021/22 | Sturla Holm Lægreid | Elvira Öberg       |
| 2022/23 | Niklas Hartweg      | Elvira Öberg       |
| 2023/24 | Tommaso Giacomel    | Elvira Öberg       |

### U-23-Wertung
Im Vorfeld der Saison 2024/25 kündigte die IBU an die U25-Wertung zu einer U23-Wertung abzuändern, deren Sieger die beste Athletin bzw. der beste Athlet in der Gesamtwertung des Weltcups ist, welcher bis zum Saisonbeginn unter 23 Jahre alt ist.
| Saison  | Männer          | Frauen          |
| ------- | --------------- | --------------- |
| 2024/25 | Campbell Wright | Océane Michelon |

## Veranstaltungsorte

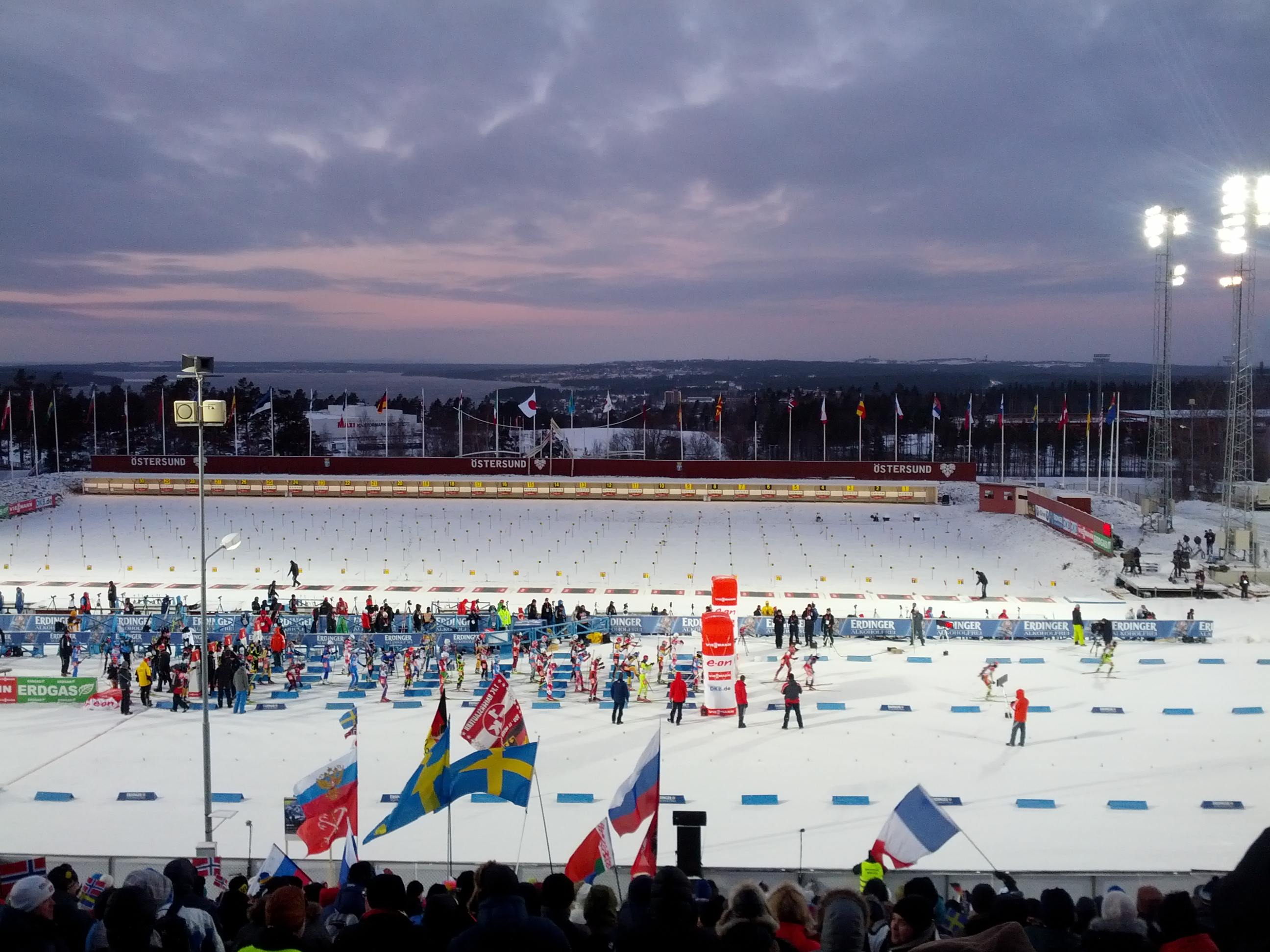
Biathlonstadion in Östersund

Obwohl Veranstaltungsorte und Termine von Jahr zu Jahr leicht voneinander abweichen, ist eine gewisse Regelmäßigkeit bei der Auswahl und Abfolge der Orte vorhanden. Die Weltcupsaison beginnt wegen der mutmaßlich höheren Schneesicherheit in der Regel im schwedischen Östersund. Der zweite vor Weihnachten stattfindende Weltcup wird in der Regel nach Hochfilzen (Österreich), der dritte nach Le Grand-Bornand (Frankreich), Pokljuka (Slowenien) oder Nové Město na Moravě (Tschechien) vergeben. Im Januar finden in der Lotto Thüringen Arena am Rennsteig in Oberhof (Deutschland), der Chiemgau-Arena in Ruhpolding (Deutschland) sowie im italienischen Antholz in der Südtirol Arena die von den meisten Zuschauern besuchten Wettbewerbe statt, die im Allgemeinen in dieser Reihenfolge ausgetragen werden und nur dann nicht stattfinden, wenn die Weltmeisterschaften des Jahres an einem der drei Orte ausgetragen werden.
Im Februar finden in der Regel die Weltmeisterschaften beziehungsweise in olympischen Jahren die Wettkämpfe bei den Olympischen Winterspielen statt. Während Weltmeisterschaften überwiegend an Orten abgehalten werden, die sonst auch regelmäßig Weltcup-Veranstaltungen beheimaten, wird bei Olympischen Spielen meist auf einer neu angelegten Strecke gelaufen, die in den folgenden Jahren nur selten erneut in das Wettkampfprogramm aufgenommen wird. Es ist üblich, dass ein Jahr vor einem Großereignis ein Weltcup am jeweiligen Ort stattfindet.
Auf den Saisonhöhepunkt folgen häufig noch einmal Weltcuprennen in Skandinavien, gelegentlich auch in Nordamerika. Das Weltcupfinale wurde in den letzten Jahren fast ausnahmslos am Holmenkollen in Oslo (Norwegen) oder in Chanty-Mansijsk (Russland) ausgetragen. 2003 fand das eigentliche Weltcupfinale in Östersund statt, bevor die Saison mit den Weltmeisterschaften in Chanty-Mansijsk endete. Der russische Weltcuport sollte bereits zur Saison 2016/17 in eine neue Anlage in Tjumen verlegt werden. Nach den Enthüllungen des McLaren-Reports verzichtete Russland auf eine Ausrichtung der Wettkämpfe, diese wurden in Kontiolahti ausgetragen. Im Jahr 2017/18 fand dann das Saisonfinale in Tjumen statt. Diese Veranstaltung wurde jedoch vom US-amerikanischen und dem kanadischen Verband boykottiert. Die tschechische Mannschaft schloss sich dem Boykott an, nachdem deren beste Athletin Gabriela Soukalová angekündigt hatte, nie wieder einen Wettkampf in Russland bestreiten zu wollen. Auch die ukrainische Mannschaft boykottierte wegen der völkerrechtswidrigen Annexion der Krim 2014 die Veranstaltung. Seitdem ist Oslo in der Regel als Saisonfinale eingeplant, während der COVID-19-Pandemie kam es jedoch zu Absagen und Änderungen im Kalender.